# Paramochtherus fraternus
Paramochtherus fraternus là một loài ruồi trong họ Asilidae. Paramochtherus fraternus được Theodor miêu tả năm 1980. Loài này phân bố ở vùng Cổ Bắc giới và châu Á.